# Frans van der Dilft
Frans van der Dilft auch François van der Delft (* um 1500 in Antwerpen; † 14. Juni 1550 in Antwerpen) war von 1544 bis 1550 Botschafter von Karl V. bei Heinrich VIII. und Eduard VI. in England.

## Leben
Seine Eltern waren wohlhabend.
Er wurde am 30. Oktober 1514 an der Universität Löwen immatrikuliert und studierte bei Konrad Goclenius (Gockelen † 1539), der zu dieser Zeit Professor für Latein im humanistischen Collegium Trilingue wurde, zu dem Erasmus von Rotterdam enge Beziehungen hatte. Dilft kam nach Basel und wurde an Universität Basel Anfang des Wintersemesters 1524–1525 immatrikuliert.
Erasmus stellte Frans van der Dilft, der bei ihm im Haushalt am 10. Februar 1525 in Basel wohnte und ihm als Kurier zu Franciscus van Cranevelt (1485–1564) in Mecheln diente, als Kanoniker aus Antwerpen vor. Er brachte einen Brief von Erasmus zu Johann von Vlatten daneben arbeitete er für Erasmus als Sekretär und paying boarder.
An Weihnachten 1525 verfasste ihm Erasmus ein Empfehlungsschreiben an Nicolaas Everaerts, und Frans van Dilft kehrte nach Antwerpen zurück.
1527, 1528 lebte van Dilft wieder einige Monate im Haushalt von Erasmus.
Anfang 1528 trug Frans van der Dilft einen Brief von Erasmus zu Philipp Melanchthon.
1528 reiste van Dilft mit einer Anzahl von Empfehlungsschreiben von Erasmus an den Hof von Karl V. in Spanien, erhielt aber keine Anstellung. Er kehrte zu Erasmus zurück, welcher 1529 nach Freiburg im Breisgau umgezogen war. Ein zweiter Bewerbungsversuch mit weiteren Empfehlungsschreiben von Erasmus am Hof von Karl V. brachte ihm 1530 eine Stelle bei Alonso de Fonseca y Ulloa, dem Erzbischof von Toledo. Er erhielt ein Rittergut, das 1533 in Barcelona im Beisein von Karl V. eingerichtet wurde. 1534 kehrte er in die spanischen Niederlande zurück, um eine reiche Braut zu heiraten, für welche ihm seine Familie durch Vorverträge zum Ehevertrag ein Optionsrecht gesichert hatte. 1536 war er wieder in kaiserlichen Diensten.
1537 war er mit Nikolaas van der Meeren Bürgermeister von Antwerpen.
Karl V. entsandte ihn von 1544 als Ambassador to the Court of St James’s zu Heinrich VIII. nach England.
Er wurde 1550 in die spanischen Niederlande zurückgerufen. Anschließend war er noch an einem gescheiterten Versuch beteiligt, Maria I. Tudor, (eine Cousine von Karl V.) in den Niederlanden zu verheiraten.